# Апеннінський півострів
Апенні́нський піво́стрів (італ. Penisola appenninica), або Італі́йський піво́стрів (італ. penisola italica або penisola italiana) — півострів у Південній Європі, в Італії; також на півострові розташовані мікродержави Ватикан і Сан-Марино. Площа 149 тис. км², ширина 130—300 км. Вдається в Середземне море на 1100 км.
Його називають lo Stivale (Черевик) через форму півострова, що нагадує чоботи на високих підборах. Три менших півострова сприяють цій характерній формі, а саме Калабрія («пальець»), Саленто («п’ята») і Гаргано («шпора»). Основу італійського півострова складають Апеннінські гори, від яких він отримав одну зі своїх назв. Півострів охоплює більшу частину Італії, а також анклавні мікродержави Сан-Марино та Ватикан.

## Географія
Географічно мінімальна територія Італійського півострова складається з землі на південь від лінії, що тягнеться від річок Магра до Рубікону, на північ від Тоскано-Еміліанських Апеннін. Він виключає долину річки По і південні схили Альп. На Італійському півострові знаходиться єдиний у континентальній Європі діючий вулкан Везувій.
З материком Європи з'єднується Паданською рівниною, відмежованою на півночі Альпами. Омивається із заходу Тірренським морем, з півдня — Іонічним морем, зі сходу — Адріатичним морем. Головні річки — Тибр, Арно.
У рельєфі переважають молоді складчасті гори (Апенніни) та горбасті передгір'я. Місцями зустрічаються старі масиви (Калабрія) та вулканічні форми (активний вулкан Везувій, Флегрейські поля). Часті землетруси.
Клімат субтропічний середземноморський зі спекотним літом і дощовою прохолодною зимою. Рослинність нижніх ділянок — вічнозелені ліси та чагарники (маквіс, гарига), вище — широколисті та хвойні ліси. Є мінеральні джерела. Корисні копалини — ртуть, боксити, пірит, мармури; родовища підземного газу та нафти.

## Політика
У загальному дискурсі «Італія» та «Італійський півострів» часто використовуються як синоніми. Однак Північна Італія може бути виключена зі складу Італійського півострова. З політичної точки зору, Італійський півострів у строгому значенні (отже, за винятком Острівної Італії та Північної Італії). 